# União Mundial dos Nacional-Socialistas
A União Mundial dos Nacional-Socialistas é uma organização fundada em 1962 como uma organização guarda-chuva para os movimentos neonazistas no mundo todo.

## História
O movimento foi criado quando o chefe do Partido Nazi Americano, George Lincoln Rockwell, visitou a Inglaterra e se encontrou com o chefe do Movimento Nacional Socialista, Colin Jordan, e os dois concordaram em trabalhar no desenvolvimento de uma ligação internacional entre os movimentos. Isso resultou na Declaração de Cotswold de 1962, que foi assinada por neonazistas dos Estados Unidos, Reino Unido, França (Savitri Devi), Alemanha Oriental (Bruno Ludtke), Áustria e Bélgica. Mais nações membros se juntariam mais tarde ao longo da década, incluindo Argentina, Austrália, Chile, Irlanda, África do Sul e o Japão.